# 노선택과 소울소스
노선택과 소울소스는 리더인 노선택을 중심으로 2015년 서울에서 결성된 루츠 레게(Roots Reggae) 밴드이다. 2016년 4월 첫 앨범인 Heaven is here/ Song for Rico를 카셋트 테잎 한정반으로 발매한 뒤 9월 동 앨범의 7인치 바이닐 싱글을 발매했다. 2017년 8월 첫 정규앨범 Back When Tigers Smoked를 발매하였다. 뛰어난 연주자들의 조합으로 밴드 결성시부터 레게 드림팀이라 불리며 관심을 모았던 루츠-레게 밴드 노선택과 소울소스는 극동아시아의 오랜 뿌리적 사상철학을 바탕으로 루츠-레게, 사이키델릭 록과 재즈, 아프리칸 블랙 비트 위에 한국적인 색채와 그루브까지 한 폭의 수묵 담채화처럼 펼쳐내는 한국형 레게밴드다.
2016년 3월과 9월 각각 카세트 테이프와 7인치 바이닐 한정판으로 발표한 첫 앨범 '헤븐 이즈 히어/송 포 리코'(Heaven is Here/ Song for Rico)
이후 2016 일본 후지락 페스티벌(FRF), 홍콩 레게스카 페스티벌(HKIRSF), 2017년 미국의 시에라 네바다 월드 뮤직 페스티벌(SNWMF)등의 해외 유수의 페스티벌에 연이어 초청되었고 레게 뮤직의 아이콘 리페리(Lee Perry)의 미국 투어 오프닝액트 출연하는 등 짧은시간 동안 이례적인 행보를 펼쳤다.
2017년 8월 발매된 정규앨범 Back When Tigers Smoked에는 자메이카 음악에 대한 사랑과 지식을 바탕으로 동아시아 한국의 기반을 단단히 유지하는 메시지와 사운드를 만들며 소울소스만의 독특한 색채와 질감을 담아내었다는 평을 받았다.
레게, 덥씬의 세계적인 거장 엔지니어 ‘우치다 나오유키 内田直之’와 공동 사운드 메이킹 작업으로 아날로그 믹스와 릴테잎 레코딩, 디지털의 병행을 통해 서로의 장단점을 극대화한 사운드를 추구했으며 민화작가김혜경은 복사골 호랑이로 앨범전체의 아트워크에 참여했다.
2017년 4월부터 소리꾼 김율희와의 콜라보레이션 활동을 시작하여, 2019년 3월 ‘노선택과 소울소스 meets 김율희’의- Version을 공개했다.
이후 일본의 유서깊은 레코드사인 피바인(P-Vine)과의 계약을 시작으로 라이센스 음반 이 일본에서 좋은 반응을 이끌며 후지락 페스티벌(Fuji Rock Festival)의 메인스테이지중 하나인 Field of Heaven, Crystal Palace에 2016년에 이어 재초청 되었다.  이어허브 (Ear Hub 홍콩), 월드뮤직엑스포(WOMEX, 핀란드), 트랜스 뮤지컬즈(Trans Musicales,프랑스), 존 F. 케네디 센터 (Kennedy Center 미국) 등 세계 각국을 대표하는 10개국 음악 축제 무대에 서며 뜨거운 반응을 이끌어내며 독창성을 높게 평가 받아 2019년 '톱 10 월드 뮤직 앨범 오브 더 이어'(Spin The Globe), 올해의 레게 앨범 (일본 Music Magaiaze) 그리고 한국대중음악상 최우수 재즈-크로스오버 앨범에 노미네이트됐다.
2020년 3월 '소울소스'로 개명하였고 '소울소스 meets 김율희'의 새로운 신작인 ' Swallow Know'를 발표했다.  신작은 '제비가'를 모티브로 남미의 소카리듬과 한국의 판소리가 함께한 강렬한 레게-솔 펑크를 표방한곡으로 특히 4월에 발매 예정인 7인치 바이닐의 A면은 8분 원곡의 싱글 버전, B면은 새로운 풍경을 만들어낸 덥(Dub) 버전으로 실었다. 소울소스 meets 김율희는 2020년 여름 일본, 북미, 유럽을 포함한 세계 투어를 계획중에 있으며 발매 열흘후인 3월 14일 오전 11시 '더 쇼 머스트 고 온(The Show Must Go On)'라는 타이틀로 생중계되는 '온라인 유료 쇼케이스'를 연다.

## 구성원
- 노선택 Noh Seon Teck (베이스, 보컬, 리더)
- 스마일리송 Smiley Song (보컬, 퍼커션,멜로디카)
- 유나팔 Yoonapal(트럼펫, 플루겔혼)
- 송승호 Song Seongho(색소폰)
- 박준 Jun bak (덥와이저)
- 유니크노트 Uniqnote (키보드)
- 이수진 Lee Sujin (기타)
- 이종호 Lee Jongho (드럼)

## 소울소스 meets 김율희
- 김율희 Kim Yulhee (보컬, 판소리)

#### 객원멤버
- 윤석철(키보드)
- 백여사(키보드)
- 박준규(트럼펫, 플루겔혼)

#### 이전구성원
- 김오키 (색소폰)
- 김바이올린(바이올린)
- 이종민 (키보드)
- 신현필(색소폰)
- 오청달(트럼펫, 플루겔혼)
- 이시문 (기타)
- 강택현 (드럼)

## 음반
- 2017 8월 노선택과 소울소스 정규 'Back When Tiger Smoked(한국반)' CD 
2017 6월 노선택과 소울소스 정규 'Back When Tiger Smoked(미국반)' CD
- 2016 9월 노선택과 소울소스 EP 'Heaven is Here/ Song for Rico' 7인치 바이닐
- 2016 4월 노선택과 소울소스 EP 'Heaven is Here/ Song for Rico' 카셋트 테잎
- 2019 3월 6일 노선택과 소울소스 meets 김율희 'Version'  CD 발매
- 2019 3월 9일 노선택과 소울소스 'Back When Tiger Smoked LP 발매 (Reissued by Hyundai Card)
- 2019 6월 19일 노선택과 소울소스 meets 김율희 'Version'  CD 발매 (P-VINE, 일본반)
- 2020 3월 4일 소울소스 meets 김율희 "(Who Knows) The Swallow Knows  발매 (디지털/ 7인치 동양표준음향사)
- 2021 1월 4일 소울소스 meets 김율희 '동해바다'  발매 (디지털/ 7인치 동양표준음향사)